# Hans Läng
Hans Läng (* 1919; † 4. Mai 2012 in Zürich)
war ein Schweizer Ethnologe und Autor. Er war Leiter der Nord- und Mittelamerika-Abteilung des Völkerkundemuseums der Universität Zürich und 1977 bis 1993 des Indianermuseums der Stadt Zürich, heute NONAM Nordamerika Native Museum.

Sein Buch Kulturgeschichte der Indianer Nordamerikas gilt als Standardwerk für die Kultur, die Gebräuche und Geschichte der verschiedenen Indianerstämme und indianischen Kulturbereiche Nordamerikas im deutschsprachigen Raum.
Eine Zeit lang arbeitete er als Mitarbeiter im Vorstand der Helvetas und der Schweizer Indianerhilfe mit.
1992 wurde er in den Vorstand der Karl-May-Stiftung gewählt.

## Werke
- Hans Läng: Indianer waren meine Freunde: Leben und Werk Karl Bodmers 1809–1893. Hallwag, Bern/Stuttgart 1976, ISBN 3-444-10198-8. 3., ergänzte Auflage: Knobel Art Collections, Zug 1993, ISBN 3-9520463-0-2.
- Bearbeitung des deutschsprachigen Kataloges: Felix A. Baumann, Hans Läng, Karin Seltmann: Far West. Indianer und Siedler im Amerikanischen Westen.: Idee und Vorbereitung: Jonathan L. Fairbanks, Curator, Department of American Decorative, Arts and Sculpture, Museum of Fine Arts, Boston. Verlag Aurel Bongers, 1976., Recklinghausen, (Ausstellungskatalog: Villa Hügel Essen, 22. September bis 12. Dezember 1976). 8 quer, gepr., illustr. OKt., 279 (1) S. m. zahlr., teils ganzs. s/w- u. Farbabb., Mit Zeittafel, Karten, Bibliographie und Werkverzeichnis.
- Mayer, Fred: Mississippi. Texte von McFadden Duffy, Walter Günthardt, Hans Läng, Michael Stefanowsky. Erstauflage.  Zürich u. Freiburg im Breisgau, Atlantis Verlag, 1981. Bll.+ 208 S. mit 143 Aufnahmen (S/W. u. farb.) 4°
- Christa Läng, Hans Läng [Mitarb.]: Indianer-Almanach; Erw. Aufl., 4. – 7. Tsd.; Zürich; Tanner und Staehelin, 1984. 153 S.: zahlr. Ill., Kt., ISBN 3-85931-007-0
- Hans Läng: Kulturgeschichte der Indianer Nordamerikas; Olten; Freiburg im Breisgau, Walter 1981. 419 S.: zahlr. Ill. (z. T. farb.), Kt., ISBN 3-530-50230-8
- Ernst Kläy und Hans Läng: Das romantische Leben der Indianer malerisch darzustellen. Der unbekannte Künstler Rudolf Friedrich Kurz (1818-1871). (Broschiert); Verlag AARE Solothurn 1984, ISBN 3-7260-0249-9
- Christa Läng und Hans Läng: Flinker Fuchs und Kürbisblüte. Bei den Pawnee-Indianern Nordamerikas (Taschenbuch); Artemis & Winkler Verlag, März 1998, ISBN 3-7608-1056-X
- Hans Läng: Der Indianer-Bodmer. [Hrsg.:] Sammlung für Völkerkunde. St. Gallen: Stiftung St. Galler Museen, 1992.
- Hans Läng: Karl Bodmer – Sein Leben und Werk. In: Prärie- und Plainsindianer. Die Reise in das innere Nord-America von Maximilian Prinz zu Wied und Karl Bodmer.  Mit Werkverzeichnis. Verlag Hermann Schmidt, Mainz 1993, Seiten 61–89. ISBN 3-87439-289-9
- Schwarzer Hirsch: Die heilige Pfeife. Das indianische Weisheitsbuch der sieben geheimen Riten. Aufgeschrieben von Joseph Epes Brown. Mit einem Nachwort von Frithjof Schuon und einem Bericht von Hans Läng. Aus dem Englischen von Gottfried Hotz. Lamuv 2000, 256 S., Kt.